# The Party
The Party é um filme estadunidense de 1968, do gênero comédia, coescrito, dirigido e produzido por Blake Edwards e com trilha sonora de Henry Mancini.

## Sinopse
Hrundi V. Bakshi é um actor indiano todo atrapalhado, que destrói acidentalmente um grande estúdio de filmagem e é despedido por isso. Entretanto, ele acaba por ser convidado por engano para uma grande festa na casa do produtor, onde cria diversas confusões.

## Elenco
- Peter Sellers.... Hrundi V. Bakshi
- Claudine Longet.... Michele Monet
- Jean Carson.... Nanny
- Al Checco.... Bernard Stein
- Marge Champion.... Rosalind Dunphy
- Corinne Cole.... Janice Kane
- Dick Crockett.... Wells
- Frances Davis… criada
- Danielle De Metz.... Stelle D'Angelo
- Herbert Ellis.... diretor
- Paul Ferrara.... Ronnie Smith
- Steve Franken.... Levinson
- Kathe Green.... Molly Clutterbuck
- Sharron Kimberly.... princesa Helena
- James Lanphier.... Harry
- Buddy Lester.... Davey Kane
- Stephen Liss.... Geoffrey Clutterbuck
- Gavin MacLedo.... C.S. Divot
- Fay McKenzie.... Alice Clutterbuck
- J. Edward McKinley.... Fred Clutterbuck